# Olesicampe tecta
Olesicampe tecta är en stekelart som först beskrevs av Charles Thomas Brues 1910.  Olesicampe tecta ingår i släktet Olesicampe och familjen brokparasitsteklar. Inga underarter finns listade i Catalogue of Life.